# 葡萄牙伊斯蘭教
伊斯蘭教是葡萄牙少数宗教，據葡萄牙1991年的人口普查，葡萄牙有9,134穆斯林，佔總人口的0.1％左右，目前里斯本的數字穆斯林人口約40000。多数來自葡萄牙帝國的前殖民地（幾內亞比紹、莫桑比克）和印度次大陸，中東（包括敘利亞）、馬格裡布。
葡萄牙的穆斯林多數是遜尼派，少數是什葉派伊斯瑪儀派，以阿迦汗為精神領袖。

## 歷史
從711年到1249年現在的葡萄牙受摩爾人控制。後來基督徒開始收復失地運動在1139年完成獨立。在阿連特茹，該國擁有唯一的一所清真寺的部分遺跡已被轉換為一個天主教教堂。葡萄牙成為一個天主教國家。
今天，由於葡萄牙憲法的世俗性質，穆斯林可以自由實踐他們的宗教，並建造清真寺。